# Gillian Hills
Gillian Hills (Kairó, Egyiptom, 1944. június 5.) angol énekesnő, filmszínésznő. 
Hírnevét az 1960-as évek brit filmdrámáiban, a Beat Girl-ben, illetve Michelangelo Antonioni Nagyítás című rendezésében szerezte. Számos mellékszerepet játszott angol, francia, svéd, és német játékfilmekben. Hosszú ideig élt Franciaországban, itt énekesnőként futott be, és főszerepet kapott több francia játékfilmben, így a nálunk is bemutatott Mouret abbé vétkében.

## Élete és pályafutása
Egyiptomban született. Apja Denis Hills, tehetséges angol pedagógus, utazó, kalandor és író volt. Anyja Dunia Leśmianowna volt, Bolesław Leśmian lengyel költő és Zofia Chylińska festőnő leánya. Egy Ugandában tett riportút során apját Idi Amin diktátor letartóztatta és halálra ítéltette, csak II. Erzsébet királynő személyes megbízottjai tudták kimenteni, megalázó körülmények között. Gillian örökölte szüleinek kalandvágyó és bohém természetét. Gyermekéveit Észak-Afrikában és Franciaországban töltötte.
1958-ban Roger Vadim rendező felfedezte a 14 éves lányt, és szerepet kínált neki a Veszedelmes viszonyok című erotikus játékfilmjében. Vadim nem sokkal korábban vált el Brigitte Bardot-tól, akinek karrierjét szintén ő indította el. Gillian Hills és Bardot feltűnő fizikai hasonlósága magyarázhatta Vadim kiemelt érdeklődését. Mivel Gillian még gyermekkorú volt, a várható botránytól tartva Vadim végül csak egy kisebb szerepet adott neki, a főszereplő Jeanne Moreau és Gérard Philipe mellett. Gillian szereplése így is hatalmas sajtóvisszhangot kapott, a tizenéves leány 1959-ben felkerült Paris Match címlapjára.
1960-ban, 16 évesen főszerephez jutott Edmond T. Gréville filmdrámájában, az azóta klasszikus „film noir”-rá vált Beat Girl-ben, amelynek korabeli „beatnik” zenéjét John Barry szerezte. Partnere a 20 éves Adam Faith volt. A film egyes sztriptíz-jeleneteit a korabeli brit filmcenzúra erőteljesen megvágatta, és így is csak 18 éven felülieknek szóló minősítéssel (Rated X) engedte bemutatni. A filmbeli intrikust az ekkor már jó nevű Christopher Lee játszotta, egy mellékszerepében megjelent Oliver Reed is, 22 éves, kezdő színészként.
A Beat Girl egyik betétdalát Gillian énekelte. Felfigyeltek jó énekhangjára. 1960-ban Gillian leszerződött a francia Barclay Records stúdióhoz. Ez adta ki első nagylemezét (EP), Allô Brigitte…ne coupez pas! címmel. Híres lett a Ma première cigarette c. dallal. 1961-ben énekelhetett a párizsi Olympia színpadán, Johnny Hallyday társaságában. Gillian 1964-ig maradt a Barclay-nál, több felvételét kiadták, köztük az ő számára írt, eredeti dalokat is. 1965-ben az AZ stúdióhoz szegődött, amelyet az Europe-1 rádióállomás működtetett, itt kiadták egy nagylemezét, amelyen a Zombies Leave Me Be dalát, a maga által írt Rien n’est changé c. számot adta elő.
Az 1960-as évek elején több zenés francia és német filmben szerepelt. Visszatért Angliába. Michelangelo Antonioni első angol nyelvű filmjében, az 1966-ban bemutatott Nagyítás c. drámában kapott szerepet. A film emlékezetes, nagy botrányt kiváltó, turbulens birkózós-vetkőztetős jelenetét a főszereplő David Hemmings-szel és Jane Birkinnel közösen adták elő. 1968-ban Anthony Page filmdrámája, az Inadmissible Evidence következett, amely John Osborne színművéből készült, Nicol Williamson főszereplésével.
1969-ben Charlotte Rampling mellett főszerepet kapott James Salter Three című játékfilmjében. 1969–70-ben a főszerepet, Alison Bradley-t játszhatta el a The Owl Service című klasszikus angol tv-sorozatban, amely Alan Garner hasonló című regénye alapján készült. Francia filmdrámák következtek, köztük a Magyarországon is bemutatott Mouret abbé vétke, Georges Franju rendezésében, ahol Gillian a főszerepet (Aline-t) alakította. Mac Ahlberg svéd rendező Nana c. klasszikus filmdrámájában, amely Zola regényéből készült, szintén Gillian kapta a második főszerepet (Tinát), a címszereplő Anna Gaël mellett. Stanley Kubrick 1971-es szürrealista alkotásában, a kultfilmmé vált Mechanikus narancs-ban is kapott egy kis kámea-megjelenést, ő volt Sonietta (a szőke), annak a két lánynak egyike, akiket a főszereplő Malcolm McDowell (Alex) felszed a lemezboltban. A felpörgetett csoportos szexjelenet másik női szereplője (a barnahajú Marty) Barbara Scott volt.
1975-ben Gillian Hills felhagyott a filmezéssel, New Yorkba költözött, itt illusztrátorként dolgozott különböző könyvek és folyóiratok számára.
Az 1980-as években hosszú időre eltűnt a nyilvánosság elől. A sajtó már haláláról kezdett cikkezni. Valójában hosszú betegségen esett át, felgyógyulva tért vissza. Feleségül ment Stewart Young-hoz, az AC/DC, Emerson, Lake & Palmer, Cyndi Lauper, a Foreigner, Billy Squier, a Scorpions és a Zucchero együttesek menedzseréhez. 1994-ben énekesnőként közreműködött a De Serge Gainsbourg à Gainsbarre de 1958–1991 videó-dokumentumfilm készítésében, amely az 1991-ben elhunyt Serge Gainsbourg-nak állít emléket. 2005-ben a Graffiti’60 televíziós dokumentumfilm-sorozatban régi dalait adta elő, köztük a Une petite tasse d’anxiété-t. Gillian Hills jelenleg (2010) Angliában él férjével.

## Filmjei
| - 1959 : Veszedelmes viszonyok (Les liaisons dangereuses) (Cécile barátnője) - 1960 : Beat Girl (Jennifer Linden) - 1961 : On vous écrira, TV-film - 1962 : Les parisiennes – Sophie c. rész (Theodora) - 1962 : En passant par Paris, TV-film (járókelő) - 1962 : Cabaret, TV-film - 1962 : Passe-temps, tv-sorozat (lány a barlangban) - 1962 : L’Europe en chantant, tv-sorozat, 1962. okt. 24-i rész - 1963 : Teuf-teuf, tv-sorozat - 1964 : Die goldene Göttin vom Rio Beni (Aloa) - 1964 : Lana - Königin der Amazonen - 1964 : Ebram dar Paris - 1966 : Nagyítás (Blowup) (a barnahajú tinilány) - 1966 : Les globe-trotters, tv-sorozat (Nancy) - 1968 : Inadmissible Evidence (Joy) | - 1969 : Maigret at Bay, BBC válogatás (Nicole Prieur) - 1969 : Three (Ann) - 1969–1970 : The Owl Service, tv-sorozat, több epizódban (Alison Bradley) - 1970 : Confession, tv-sorozat, Just as the Sun Was Rising (Linda) - 1970 : Mouret abbé vétke (Albine) - 1970 : Ryan International, tv-sorozat, Pirouette epizód - 1970 : Nana (Tina) - 1971 : On the House, tv-sorozat, The Wettest Day of the Year (Janet) - 1971 : Upstairs, Downstairs, tv-sorozat, A Suitable Marriage epizód (elárusítólány) - 1971 : Mechanikus narancs (A Clockwork Orange) (Sonietta) - 1971 : Casanova, tv-sorozat, Golden Apples c. epizód (Caroline) - 1972 : Demons of the Mind (Elizabeth) - 1974 : La muerte llama a las 10 (Peggy Foster) - 1975 : Dallas (Glenda Kelly) |

## Hanglemezei, dalai
| - 1960 : Cha cha cha (Barclay Records) EP - 1960 : Près de la cascade (Barclay) - 1960 : Si tu veux que je te dise (Barclay) EP - 1960 : Cou-couche panier (Barclay) - 1960 : Spécialisation (Barclay) EP - 1961 : Jean-Lou (Barclay) EP - 1961 : Tu peux (Barclay) - 1961 : Zou bisou bisou (Barclay) EP | - 1962 : En dansant le twist (Barclay) EP - 1962 : Les Parisiennes c. film zenéje (Barclay) EP - 1963 : Tu mens (Barclay) EP - 1963 : Une petite tasse d’anxiété, Serge Gainsbourg-ral - 1964 : Ma première cigarette EP - 1965 : Qui a su (Barclay) EP - 1965 : Rien n’est changé (AZ Records) EP - 1965 : Look at them (Vogue Records) EP |